# Györköny
Györköny là một thị trấn thuộc hạt Tolna, Hungary. Thị trấn này có diện tích 31,6 km², dân số năm 2010 là 936 người, mật độ 30 người/km².